# Гурьянов, Алексей Николаевич
Алексей Николаевич Гурьянов (20 января 1944, Горьковская область — 22 декабря 2022) — советский и российский химик, доктор химических наук, специалист по химии высокочистых веществ, физикохимии материалов для волоконной оптики и технологии волоконных световодов. Лауреат премий Академии наук СССР и Академии наук Германской Демократической Республики (1985). Профессор кафедры «Физика и техника оптической связи» Нижегородского государственного технического университета.

## Биография
- Окончил Горьковский государственный университет в 1967 г.
- В 1974 году защитил диссертацию кандидата химических наук[5].
- С 1981 года — заведующий лабораторией технологии волоконных световодов Института химии высокочистых веществ АН СССР.
- В 1988 году защитил диссертацию доктора химических наук.
- 26 мая 2000 г. избран членом-корреспондентом РАН.
- С 2008 года — член Нижегородского научного центра РАН[6].

Скончался 22 декабря 2022 года.

## Награды
Премия имени И. В. Гребенщикова (за 2015 год, совместно с М. М. Бубновым) — за цикл работ «Разработка физико-химических основ получения высокочистых стекол на основе диоксида кремния и световодов из них для волоконных лазеров и усилителей».